# All That She Wants
«All That She Wants» (укр. Все, що вона хоче) — пісня шведської групи Ace of Base. Була випущена у Скандинавії в 1992 році як другий сингл з їхнього першого студійного альбому Happy Nation (1992), а в наступному році вона була випущена як перший сингл з альбому The Sign 1993 року в Північній Америці. Спродюсований Деннізом Попом, Йонасом Берггреном і Ульфом Екбергом, барабанний ритм був натхненний піснею Kayo «Another Mother».
«All That She Wants» — це пісня в стилі реггі, яка описує сексуально безладну жінку, а слово «дитина» є синонімом «хлопець». Пісня була вперше записана в 1991 році, але пройшла багато переспівів, перш ніж була офіційно випущена.
Пісня мала комерційний успіх, досягнувши вершин чартів у багатьох країнах, включаючи Данію, Німеччину, Великобританію та Австралію. Сингл отримав платиновий статус у Сполучених Штатах, де він посів друге місце в Billboard Hot 100 і став одним із найбільш продаваних синглів того року. 
У 2007 році пісня була перезаписана групою як три частини з новими текстами в перспективі від першої особи, але так і не була офіційно випущена. Цей перезапис просочився в Інтернет у червні 2016 року у спільній версії пісні, яка містить новий вокал Ace of Base разом із вокалом Брітні Спірс із її власної демо-версії 2007 року.

## Передумови
У той час як попередній сингл групи «Wheel of Fortune» мав скромний успіх, «All That She Wants» привів Ace of Base до міжнародного злету. У 1991 році група випустила демо-версію пісні «All That She Wants» під назвою «Mr. Ace», яка містила різні тексти, Лінн Берггрен на головному вокалі та реп-вокал у виконанні Джонаса та Екберга. Але вони не змогли створити саме те звучання, яке шукали, незважаючи на спроби отримати натхнення, послухавши кількох інших виконавців. Після випуску шведського топ-20 хіта «Another Mother» від Kayo гурт нарешті знайшов барабанний ритм, який шукав.
Джонас і Екберг зв’язалися з продюсером «Another Mother», Деннізом Попом, і надіслали йому демо-запис із піснею. Хоча Денніз спочатку не був вражений піснею, стрічка застрягла в касетному плеєрі в його машині. Через це він був змушений слухати його знову і знову, що допомогло йому вирішити допомогти у створенні треку.

## Чарти
| Чарт (1992–1994)                                        | Пік position |
| ------------------------------------------------------- | ------------ |
| Австралія (ARIA)                                        | 1            |
| Австрія (Ö3 Austria Top 75)                             | 1            |
| Бельгія (Ultratop Flanders)                             | 1            |
| ERROR: MUST PROVIDE DATE FOR CANADIAN TOP SINGLES CHART | 1            |
| Denmark (IFPI)                                          | 1            |
| Europe (Eurochart Hot 100)                              | 2            |
| Europe Dance (Music & Media)                            | 12           |
| Finland (Suomen virallinen lista)                       | 4            |
| Франція (SNEP)                                          | 2            |
| Німеччина (Media Control AG)                            | 1            |
| Greece (Pop + Rock)                                     | 1            |
| Iceland (Íslenski Listinn Topp 40)                      | 1            |
| ARTIST OR SONG MANDATORY FIELDS FOR IRISH CHARTS        | 2            |
| Italy (Musica e dischi)                                 | 1            |
| Нідерланди (Dutch Top 40)                               | 4            |
| Нідерланди (Mega Single Top 100)                        | 3            |
| Нова Зеландія (RIANZ)                                   | 3            |
| Норвегія (VG-lista)                                     | 2            |
| Portugal (AFP)                                          | 6            |
| Spain (AFYVE)                                           | 1            |
| Швеція (Sverigetopplistan)                              | 3            |
| Швейцарія (Media Control AG)                            | 1            |
| Велика Британія (Official Charts Company)               | 1            |
| США (Billboard Hot 100)                                 | 2            |
| США (Adult Contemporary) (Billboard)                    | 22           |
| США (Alternative Songs) (Billboard)                     | 17           |
| США (Mainstream Top 40) (Billboard)                     | 1            |
| США (Rhythmic) (Billboard)                              | 4            |
| US Cash Box Top 100                                     | 3            |
| Zimbabwe (ZIMA)                                         | 3            |

| Чарт (1993)                        | Пік |
| ---------------------------------- | --- |
| Australia (ARIA)                   | 9   |
| Austria (Ö3 Austria Top 40)        | 2   |
| Belgium (Ultratop 50 Flanders)     | 13  |
| Canada Top Singles (RPM)           | 23  |
| Canada Dance/Urban (RPM)           | 9   |
| Europe (Eurochart Hot 100)         | 4   |
| Germany (Official German Charts)   | 1   |
| Iceland (Íslenski Listinn Topp 40) | 5   |
| Netherlands (Dutch Top 40)         | 4   |
| Netherlands (Single Top 100)       | 7   |
| New Zealand (Recorded Music NZ)    | 49  |
| Switzerland (Schweizer Hitparade)  | 3   |
| UK Singles (OCC)                   | 3   |
| US Billboard Hot 100               | 51  |

| Чарт (1994)                     | Пік |
| ------------------------------- | --- |
| Australia (ARIA)                | 67  |
| New Zealand (Recorded Music NZ) | 22  |
| US Billboard Hot 100            | 9   |
| US Cash Box Top 100             | 26  |

| Чарт (1990–99)       | Пік |
| -------------------- | --- |
| US Billboard Hot 100 | 70  |

## Сертифікація та продаж
| Регіон                                                                                          | Сертифікація  | Продажі    |
| ----------------------------------------------------------------------------------------------- | ------------- | ---------- |
| Австралія (ARIA)                                                                                | 2× Платиновий | 140 000^   |
| Австрія (IFPI Austria)                                                                          | Золотий       | 25 000*    |
| Данія (IFPI Denmark)                                                                            | Золотий       | 45 000     |
| Франція (SNEP)                                                                                  | Золотий       | 250 000*   |
| Німеччина (BVMI)                                                                                | 3× Золотий    | 750 000^   |
| Італія (FIMI)                                                                                   | Золотий       | 25 000     |
| Нідерланди (NVPI)                                                                               | Золотий       | 50 000^    |
| Нова Зеландія (RIANZ)                                                                           | Платиновий    | 15 000*    |
| Велика Британія (BPI)                                                                           | Платиновий    | 600 000^   |
| США (RIAA)                                                                                      | Платиновий    | 1 000 000^ |
| *продажі, що базуються лише на сертифікаціях ^відвантаження, що базуються лише на сертифікаціях |               |            |